# Crediton
Crediton (Credington, Cryditon, Kirton) è una località del Devon, Inghilterra, a circa 12 km nordovest da Exeter, di circa 6 500 abitanti.

## Geografia fisica
Essa è situata nella stretta valle del fiume Creedy vicino al la sua unione con il fiume Exe, fra due colline irte, ed è divisa in due parti, est o città vecchia e ovest o città nuova.

## Storia
La prima indicazione di insediamento a Crediton è la conoscenza che Winfrith o Bonifacio nacque lì nel 672.
In sua memoria forse divenne nell'anno 909 sede del primo vescovado nel Devon. Nel 1049 era probabilmente solo un villaggio, quando Leofric, vescovo di Crediton, chiese a Papa Leone IX di trasferire la sede a Exeter, siccome Crediton era una città troppo esposta alle incursioni dei pirati. La guerra civile vide incursioni sia di Oliver Cromwell che di Carlo I. Entrambi i condottieri passarono in rassegna le truppe a Lords Meadow. Il 14 agosto 1743 a Crediton scoppiò un vasto incendio, distruggendo completamente High Street e gli edifici nella West Town. In quel periodo fu il secondo più grande incendio nel Paese, secondo soltanto all'incendio di Londra. 16 persone perirono, e oltre 2 000 rimasero "senzatetto", 450 case distrutte. Un secondo incendio nel 1769 distrusse le case nuove che erano state ricostruite al posto delle vecchie.

## Principali monumenti
La chiesa di Holy Cross, in precedenza collegiata, è un edificio imponente in stile Perpendicular e Early English e altre parti recenti, ed un bel campanile centrale.
La scuola di grammatica, fondata da Edoardo VI, e rifondata da Elisabetta I, è oggi un vanto dello stato; oggi è in parte scuola privata e in parte istituto tecnico pubblico.

## Economia
La produzione di scarpe, le concerie, il commercio agricolo e l'industria dolciaria hanno sostituito le precedenti industrie laniere e di serge.

## Amministrazione

### Gemellaggi
Crediton è gemellata con:
- Avranches in Normandia, Francia
- Fulda, Germania
- Dokkum, Paesi Bassi
- Sarasota in Florida, USA